# تاکاشی اوشیاما
تاکاشی اوشیاما (انگلیسی: Takashi Uchiyama؛ زادهٔ ۱۰ نوامبر ۱۹۷۹) بوکسور اهل ژاپن است.